# West Forks
West Forks ist eine Plantation im Somerset County des Bundesstaates Maine in den Vereinigten Staaten. Im Jahr 2020 lebten dort 58 Einwohner in 96 Haushalten auf einer Fläche von 128,0 km².

## Geographie
Nach dem United States Census Bureau hat West Forks eine Gesamtfläche von 128,0 km², von der 126,6 km² Land sind und 1,4 km² aus Gewässern bestehen.

### Geographische Lage
West Forks liegt zentral im Somerset County. Der Kennebec River bildet südwärts fließend die östliche Grenze der Plantation und der in östliche Richtung fließende Dead River die südliche Grenze. Der Dead River mündet im Süden von West Forks in den Kennebec River. Es gibt einige kleinere Seen auf dem Gebiet der Plantation, der größte ist der im Norden angrenzende Dead Stream Pond. Die Oberfläche ist leicht hügelig, die höchste Erhebung ist der 473 m hohe Wilson Hill.

### Nachbargemeinden
Alle Entfernungen sind als Luftlinien zwischen den offiziellen Koordinaten der Orte aus der Volkszählung 2010 angegeben.
- Norden und Osten: Northeast Somerset, Unorganized Territory, 13,5 km
- Südosten: The Forks, 10,8 km
- Süden und Westen: Northwest Somerset, Unorganized Territory, 19,8 km

### Stadtgliederung
In West Forks gibt es zwei Siedlungsgebiete: Parlin Pond und West Forks.

### Klima
Die mittlere Durchschnittstemperatur in West Forks liegt zwischen −11,1 °C (12 °F) im Januar und 20,0 °C (68 °F) im Juli. Damit ist der Ort gegenüber dem langjährigen Mittel der USA um etwa 9 Grad kühler. Die Schneefälle zwischen Oktober und Mai liegen mit bis zu zweieinhalb Metern mehr als doppelt so hoch wie die mittlere Schneehöhe in den USA; die tägliche Sonnenscheindauer liegt am unteren Rand des Wertespektrums der USA.

## Geschichte
Die Plantation West Forks wurde am 31. März 1893 organisiert, zuvor wurde es bereits 1859 organisiert, um den Bewohnern das Wahlrecht zu geben. Vermessen wurde das Gebiet als Township No. 1, Fifth Range Bingham's Kennebec Purchase, West of Kennebec River (T1 R5 BKP WKR).

### Einwohnerentwicklung
| Volkszählungsergebnisse – West Forks Plantation, Maine | Volkszählungsergebnisse – West Forks Plantation, Maine | Volkszählungsergebnisse – West Forks Plantation, Maine | Volkszählungsergebnisse – West Forks Plantation, Maine | Volkszählungsergebnisse – West Forks Plantation, Maine | Volkszählungsergebnisse – West Forks Plantation, Maine | Volkszählungsergebnisse – West Forks Plantation, Maine | Volkszählungsergebnisse – West Forks Plantation, Maine | Volkszählungsergebnisse – West Forks Plantation, Maine | Volkszählungsergebnisse – West Forks Plantation, Maine | Volkszählungsergebnisse – West Forks Plantation, Maine |
| Jahr                                                   | 1800                                                   | 1810                                                   | 1820                                                   | 1830                                                   | 1840                                                   | 1850                                                   | 1860                                                   | 1870                                                   | 1880                                                   | 1890                                                   |
| ------------------------------------------------------ | ------------------------------------------------------ | ------------------------------------------------------ | ------------------------------------------------------ | ------------------------------------------------------ | ------------------------------------------------------ | ------------------------------------------------------ | ------------------------------------------------------ | ------------------------------------------------------ | ------------------------------------------------------ | ------------------------------------------------------ |
| Einwohner                                              |                                                        |                                                        |                                                        |                                                        |                                                        |                                                        |                                                        | 73                                                     | 95                                                     | 146                                                    |
| Jahr                                                   | 1900                                                   | 1910                                                   | 1920                                                   | 1930                                                   | 1940                                                   | 1950                                                   | 1960                                                   | 1970                                                   | 1980                                                   | 1990                                                   |
| Einwohner                                              | 160                                                    | 138                                                    | 120                                                    | 119                                                    | 117                                                    | 108                                                    | 93                                                     | 74                                                     | 72                                                     | 63                                                     |
| Jahr                                                   | 2000                                                   | 2010                                                   | 2020                                                   | 2030                                                   | 2040                                                   | 2050                                                   | 2060                                                   | 2070                                                   | 2080                                                   | 2090                                                   |
| Einwohner                                              | 47                                                     | 60                                                     | 58                                                     |                                                        |                                                        |                                                        |                                                        |                                                        |                                                        |                                                        |

## Wirtschaft und Infrastruktur

### Verkehr
Durch West Forks verläuft zentral in nordsüdlicher Richtung der U.S. Highway 201.

### Öffentliche Einrichtungen
In West Forks gibt es weder medizinische Einrichtungen noch eine eigene Bücherei. Die jeweils nächstgelegene Einrichtung ihrer Art befindet sich in Bingham und Monson.

### Bildung
West Forks bildet mit Bingham, Caratunk und Moscow den Schulbezirk RSU 83/MSAD 13.
Im Schulbezirk werden folgende Schulen angeboten:
- Moscow Elementary Schoo in Moscow
- Upper Kennebec Valley Jr/Sr High School in Bingham